# 加古川市立中部中学校
加古川市立中部中学校（かこがわしりつちゅうぶちゅうがっこう）は、兵庫県加古川市にある公立中学校。

## 概要
学区は野口小学校と野口南小学校。学区域はマンションなどが林立する住宅街である。また、多数の全国大会出場、2018、2022年度には吹奏楽部が全国大会で金賞を得るなど吹奏楽の強豪校として有名。陸上部は短距離と投擲から2名全国大会へ出場した。

## 沿革

### 経緯
加古川市立中部中学校は、第二次世界大戦降伏後の学制改革によって、兵庫県加古郡学校組合立中部中学校として設立された。1950年、加古川市立中部中学校と改められた。

### 年表
- 1947年4月22日 - 兵庫県加古郡学校組合立中部中学校創立。平岡村立平岡小学校（現加古川市立平岡小学校）に併設、野口村野口小学校（現加古川市立野口小学校）に分校設置。
- 1950年6月15日 - 加古川市立中部中学校と校名変更。
- 1952年9月30日 - 校旗新調 （5周年記念育友会寄贈）
- 1957年8月12日 - 第3校舎焼失 （講堂、音楽室、理科室、理科準備室、倉庫）
- 1957年10月15日 - 中学校創立10周年記念行事挙行。
- 1959年9月5日 - 新校舎へ移転。
- 1969年7月10日 - プール竣工。
- 1972年4月1日 - 加古川市立平岡中学校新設のため一年生より平岡地区の生徒は平岡中学校に入学。
- 1974年4月1日 - 平岡中学校と完全に分離し、野口地区の生徒のみとなる。
- 1979年5月7日 - 球技場新設 （4817.69㎡）コート開き。
- 1980年3月26日 - 新館竣工。
- 1984年3月10日 - 柔道場竣工。
- 1986年4月1日 - 加古川市立陵南中学校と分離。
- 1987年3月5日 - 新体育館竣工。
- 1994年3月25日 - 東館 （多目的棟）増改築。
- 1997年11月2日 - 創立50周年記念式典。

## 学校行事
| - 4月 始業式・入学式 - 5月 - 6月 | - 7月 終業式 - 8月 - 9月 始業式 | - 10月 合唱コンクール・体育大会・文化発表会 - 11月 - 12月 終業式 | - 1月 始業式 - 2月 - 3月 終業式・卒業式 |

## 生徒会活動
| - 評議委員会 - リサイクル委員会 - 学芸委員会 | - 風紀委員会 - 保健委員会 - 美化委員会 | - 図書委員会 - 厚生委員会 - 報道委員会 |

## 部活動

### 運動部
- 野球部
- 陸上競技部
- 剣道部
- 柔道部
- 水泳部
- ソフトボール部
- 女子バドミントン部
- バレーボール部
- バスケットボール部
- ソフトテニス部
- 卓球部

### 文化部
- 吹奏楽部 -

全日本吹奏楽コンクールに多数出場しており
1983年全国銀賞
2016年全国銀賞
2017年全国銀賞
2018年全国金賞
2021年全国銀賞
2022年全国金賞
となっている。（金2銀4）
全日本アンサンブルコンテストにも多数出場しており
1981年クラリネット八重奏　金賞
1922年クラリネット八重奏　金賞
1984年クラリネット八重奏　銀賞6位
1985年クラリネット八重奏　金賞1位
1986年クラリネット八重奏　金賞6位
2018年木管五重奏　銅賞
2020年木管八重奏　中止
2021年金管八重奏　銅賞
2022年サキソフォン四重奏　金賞
となっている。（金5銀1銅2）
- 美術部
- 放送部
- 演劇部
- 情報科学部

## 通学区域
- 加古川市
  - 野口町の一部
  - 平岡町新在家の一部

## 進学前小学校
- 加古川市立野口小学校
- 加古川市立野口南小学校

## 交通アクセス
- JR西日本山陽本線加古川駅より2.5km

## 出身者
- 乾絵美（元ソフトボール選手・捕手、オリンピック出場経験あり）
- 乾真大（プロ野球選手）
- 上野裕寿（プロ将棋棋士）
- 高岡達之（読売テレビ報道局解説副委員長）
- 原樹理（プロ野球選手）

## いじめ追放宣言
1. わたしたちは、友達の個性を尊重し、お互いのよい面を認め合いながら生活していくことを心がけます。
2. わたしたちは、自分がされた嫌なことは友達にもせず、相手の立場に立って物事を考えます。
3. わたしたちは、身近に起こる相手の気持ちを軽んじた発言や行動に気づき、それを絶対に許さないという勇気を持ちます。
4. わたしたちは、自分の命も友達の命も大切にし、ともに人間らしく生きていくことを誓います。

## 通学区域が隣接している学校
- 加古川市立陵南中学校
- 加古川市立平岡中学校
- 加古川市立平岡南中学校
- 加古川市立別府中学校
- 加古川市立浜の宮中学校
- 加古川市立加古川中学校
- 加古川市立氷丘中学校